# Huaihua
Huaihua (chinesisch 怀化市, Pinyin Huáihuà Shì) ist eine bezirksfreie Stadt in der zentral-südlichen Provinz Hunan der Volksrepublik China. Ihr Verwaltungsgebiet hat eine Fläche von 27.600 km² und 4.587.594 Einwohner (Stand: Zensus 2020). Huaihua grenzt im Westen an die Provinz Guizhou, im Süden an das Autonome Gebiet Guangxi der Zhuang, sowie in Hunan an die Städte Changde, Loudi, Shaoyang, Yiyang, Zhangjiajie und an den Autonomen Bezirk Xiangxi.

## Lage

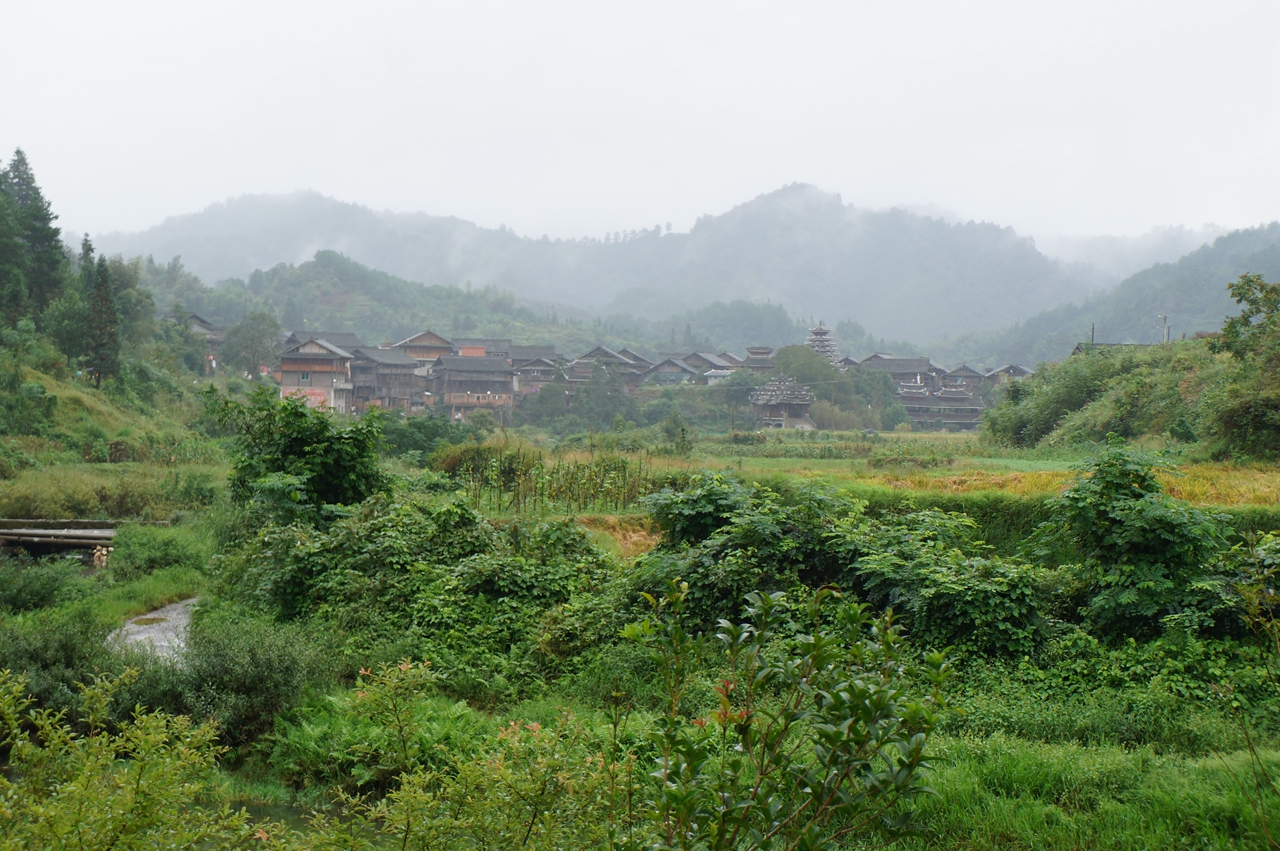
Baili, ein Dorf der Dong in der Gemeinde Pingtan des autonomen Kreises Tongdao

Die Stadt liegt im Südwesten der Provinz Hunan, zwischen den sich beide in nordöstlicher Richtung erstreckenden Wuling-Bergen (武陵山脉) und dem Xuefeng-Gebirge (雪峰山脉) in einer gemäßigt subtropischen Klimazone. Das Stadtgebiet hat eine Fläche von 27.564 km² und ein Nord-Süd-Ausdehnung von 353 km sowie eine West-Ost-Ausdehnung von 229 km. Damit ist Huaihua die flächenmäßig größte bezirksfreie Stadt in der Provinz Hunan. Das Stadtgebiet in Süd-Nord-Richtung vom Fluss Yuan Jiang durchflossen. Die höchste Erhebung bildet mit 1934 Metern der Subaoding (苏宝顶, ), der Hauptgipfel des Xuefeng-Gebirges, und die niedrigste Höhe über dem Meeresspiegel findet sich mit 34 Metern an der nördlichen Grenze des Kreises Yuanling. Etwa 70,5 Prozent der Städtfläche wird von Bergen eingenommen, etwas mehr als 20 Prozent von Hügelland und ungefähr 5 Prozent von Ebenen – der Rest von Wasserflächen u. a. Es gibt 1149 Hauptgipfel mit über 800 Metern Höhe über dem Meeresspiegel, darunter 663 Gipfel über 1000 Meter.

## Geschichte
Frühere historische Namen der Stadt sind Hecheng (鶴城 / 鹤城), Hezhou (鶴州 / 鹤州) und Wuxi (五溪). Im Bereich Huaihuas gibt es ca. 7800 Jahre alte Fundstätten der neolithischen Gaomiao-Kultur. Seit Alters her gilt das Gebiet von Huaihua als Zugangskorridor zu den südwestlichen Provinzen Guizhou und Yunnan. In Huaihua soll der Dichter Qu Yuan († 278 v. Chr.) einige seiner bedeutendsten Werke, unter anderem Lisao (離騷 / 离骚), verfasst haben.
Huaihua wurde am 29. November 1997 mit Zustimmung des Staatsrats als bezirksfreie Stadt eingerichtet und administrativ reorganisiert. Zuvor hatte es den Status einer kreisfreien Stadt.

## Administrative Gliederung
Auf Kreisebene setzt sich Huaihua aus einem Stadtbezirk, einer kreisfreien Stadt, fünf Kreisen und fünf autonomen Kreisen, sowie einer besonderen Verwaltungszone zusammen. Diese sind (mit Bevölkerungszahlen 2020):

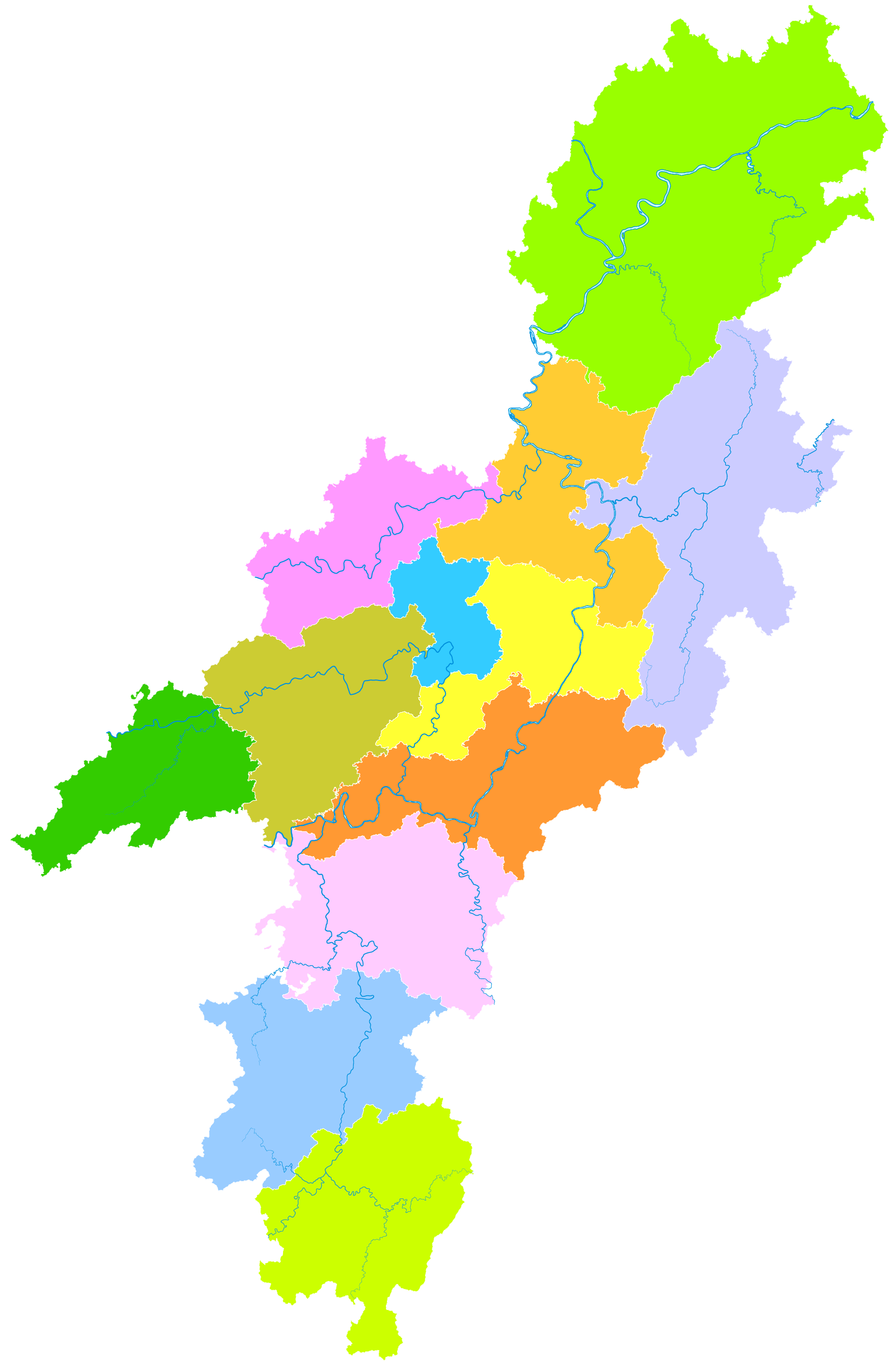
Administrative Gliederung von Huaihua

- Stadtbezirk Hecheng (鹤城区), 729 km², 712.584 Einwohner, Zentrum, Sitz der Stadtregierung;
- Kreis Yuanling (沅陵县), 5.826 km², 510.054 Einwohner, Hauptort: Großgemeinde Yuanling (沅陵镇);
- Kreis Chenxi (辰溪县), 1.977 km², 407.578 Einwohner, Hauptort: Großgemeinde Chenyang (辰阳镇);
- Kreis Xupu (溆浦县), 3.438 km², 757.797 Einwohner, Hauptort: Großgemeinde Lufeng (卢峰镇);
- Kreis Zhongfang (中方县), 1.467 km², 233.378 Einwohner, Hauptort: Großgemeinde Zhongfang (中方镇);
- Kreis Huitong (会同县), 2.244 km², 291.067 Einwohner, Hauptort: Großgemeinde Lincheng (林城镇);
- Autonomer Kreis Mayang der Miao (麻阳苗族自治县), 1.561 km², 313.305 Einwohner, Hauptort: Großgemeinde Gaocun (高村镇);
- Autonomer Kreis Xinhuang der Dong (新晃侗族自治县), 1.511 km², 220.775 Einwohner, Hauptort: Großgemeinde Xinhuang (新晃镇);
- Autonomer Kreis Zhijiang der Dong (芷江侗族自治县), 2.096 km², 307.661 Einwohner, Hauptort: Großgemeinde Zhijiang (芷江镇);
- Autonomer Kreis Jingzhou der Miao und Dong (靖州苗族侗族自治县), 2.211 km², 233.638 Einwohner, Hauptort: Großgemeinde Quyang (渠阳镇);
- Autonomer Kreis Tongdao der Dong (通道侗族自治县), 2.225 km², 201.047 Einwohner, Hauptort: Großgemeinde Shuangjiang (双江镇);
- Stadt Hongjiang (洪江市), 341.706 Einwohner;
- Verwaltungszone Hongjiang (怀化市洪江管理区), 57.004 Einwohner – nicht von der Zentralregierung anerkannte Verwaltungszone.

Bei der Stadt Hongjiang ergab sich das spezielle Problem, dass die 1997 beschlossene Fusion mit dem benachbarten Kreis auf Widerstand der Einwohner stieß, weswegen sie von der Stadtregierung im Jahr 2002 teilweise wieder rückgängig gemacht wurde. Die ursprüngliche Stadt Hongjiang fungiert jetzt als „Verwaltungszone Hongjiang“. Diese Verwaltungszone hat allerdings keinen ganz offiziellen Charakter, da sie nicht vom Staatsrat der Volksrepublik China anerkannt wurde.

## Verkehr
Huaihua ist Ausgangspunkt der Neubaustrecke Huaihua–Hengyang, geeignet für Mischverkehr, die Ende 2018 eröffnet wurde und den Verkehr mit bis zu 880 m langen Güterzügen von 4000 t Gewicht zulässt. Im Personenverkehr ist sie mit 200 km/h Höchstgeschwindigkeit befahrbar. In Huaihua kreuzen sich die Nationalstraßen 209 und 320. Über die Provinzstraße 1845 besteht auch Anschluss an die weiter nördlich verlaufende Nationalstraße 319.